# Isaac Kiese Thelin
Isaac Kiese Thelin, född 24 juni 1992 i Längbro församling i Örebro, är en svensk fotbollsspelare. Han spelar även för det svenska landslaget.
Han ingick i den svenska trupp som vann guld i U21-EM 2015.

## Klubblagskarriär

### Karlslunds IF, IFK Norrköping
Kiese Thelin började spela fotboll som femåring i Karlslunds IF. Därifrån värvades han i augusti 2011 till IFK Norrköping. Kiese Thelin debuterade för den nya klubben i april 2012, och var huvudsakligen inhoppare under den säsongen, innan han under 2013 tog en ordinarie plats i startelvan.

### Malmö FF
I juni 2014 skrev han på ett fyraårskontrakt med Malmö FF. Kontraktet gällde från den 15 juli 2014 till och med 2018.
Den 16 juli debuterade han för MFF på Swedbank Stadion i den mållösa första matchen mot FK Ventspils i andra omgången av kvalet till Uefa Champions League. Tre dagar senare kom hans allsvenska debut för klubben i en bortamatch mot Kalmar FF på Guldfågeln Arena, där Kiese Thelin också gjorde sitt första mål för Malmö. Han gjorde fem allsvenska mål för Malmö i de fjorton matcher som återstod av säsongen. Han spelade dessutom samtliga kval- och gruppspelsmatcher i klubbens historiska första Champions League-kampanj, och gjorde tre mål.

### Bordeaux
I januari 2015 bytte Kiese Thelin klubb från Malmö FF till Bordeaux. Övergångssumman rapporterades ligga omkring 30-35 miljoner kronor, klubbens dyraste värvning sedan 2010. Han debuterade för Bordeaux den 24 januari 2015 i en mållös match mot SC Bastia. Han gjorde sitt första och enda mål för säsongen mot Reims den 28 februari. Han spelade femton matcher, varav tre inhopp.
Säsongen 2015/2016 fick Kiese Thelin mindre speltid, och under vintern spelade han med reservlaget i den franska fjärdedivisionen. Han besvärades också av skador i bägge hälarna.
I inledningen av säsongen 2016/2017 fick Kiese Thelin spela sju seriematcher för Bordeaux, varav fem inhopp. Han gjorde två mål.

#### Anderlecht (lån)
I januari 2017 lånades Kiese Thelin ut från Bordeaux till belgiska Anderlecht. Han debuterade den 22 januari då han blev inbytt i den 90:e minuten mot Sint-Truiden. Den 18 maj säkrade Anderlecht seriesegern mot Charleroi. Kiese Thelin gjorde under vårsäsongen ett mål på sexton seriematcher, varav fjorton inhopp. Den 24 maj 2017 förlängdes lånet över nästkommande säsong, med option för Anderlecht att köpa loss spelaren.

### Anderlecht
Den 31 augusti 2017 köptes Kiese Thelin av Anderlecht, och skrev på ett femårskontrakt.

#### Waasland-Beveren (lån)
Samma dag som han skrev på för Anderlecht lånades Kiese Thelin ut till ligakonkurrenten Waasland-Beveren för återstoden av säsongen. Han debuterade för Beveren den 9 september 2017, och gjorde mål på straff i debuten. Den 22 oktober 2017 gjorde han fyra mål i en seriematch mot Zulte-Waregem, och gick därmed upp i delad ledning i den belgiska skytteligan.
Den 24 januari 2018 gjorde Kiese Thelin mål på hemmaklubben Anderlecht, i en match som slutade 2-2. Efter matchen berättade Kiese Thelin att Anderlecht försökt att avbryta lånet och få hem honom i förtid, men att Waasland-Beveren nekat. Totalt gjorde Thelin 19 mål under sitt lån till Waasland-Beveren, varav 16 i egentliga serien, vilket gjorde honom till delad skytteligavinnare tillsammans med Teddy Chevalier.

#### Bayer Leverkusen (lån)
Den 7 augusti 2018 lånades Kiese Thelin ut på nytt till den tyska Bundesliga-klubben Bayer Leverkusen. Han debuterade den 25 augusti med ett inhopp borta mot Borussia Mönchengladbach, som Leverkusen vann med 2–0. Han gjorde ett mål för Leverkusen i Europa League-matchen mot Ludogorets den 20 september 2018, men det blev bara totalt 14 matcher för Kiese Thelin, som blev utan speltid resten av vårsäsongen 2019.

#### Malmö FF (lån)
Den 9 januari 2020 återvände Kiese Thelin till Malmö FF på ett låneavtal över säsongen 2020.

#### Kasımpaşa (lån)
I januari 2021 lånades Kiese Thelin ut till turkiska Kasımpaşa på ett låneavtal över resten av säsongen 2020/2021.
FC Baniyas
I september 2021 värvades han till emiratiska Baniyas, där han skrev på ett kontrakt till sommaren 2024.

### Malmö FF
16 mars 2022 skrev Kiese Thelin på ett långtidskontrakt med Malmö FF och återvände för en tredje gång till den skånska klubben. Denna gång med nummer 9 på ryggen. Parterna kom överens om ett fyraårskontrakt.
Såväl säsongen 2022 som säsongen 2023 var han bäste målskytt i laget. Han gjorde mål på den straff som avgjorde den avslutande matchen mot Elfsborg, vilket i sin tur innebar att MFF blev svenska mästare 2023. Han vann den allsvenska skytteligan 2023 med 16 mål. Året därpå slutade han tvåa med 15 mål.
Den 31 juli 2025 blev det officiellt att kontraktet med Malmö FF bröts. Isaac Kiese Thelin lämnade efter sammanlagt sex säsonger i klubben över tre sejourer. Kiese Thelin var med att vinna fyra SM-guld och två titlar i Svenska cupen för Malmö FF och totalt har det blivit 206 matcher och 91 mål.

## Landslagskarriär
Samma månad som Kiese Thelins övergång till Malmö FF blev klar debuterade han i Sveriges U21-landslag. Han spelade från start mot både Island och Slovakien, och gjorde mål i bägge matcherna. Sommaren 2015 var han tongivande i det svenska lag som vann U21-EM i Tjeckien.
Den 3 november 2014 blev Thelin för första gången uttagen i truppen för A-landslaget. Hans debut kom den 15 november 2014 i en EM-kvalmatch mot Montenegro, som slutade 1-1. På dagen två år senare, den 15 november 2016, gjorde han i sin tionde landskamp sitt första landslagsmål, när Sverige besegrade Ungern med 2-0 i en träningsmatch. Den 25 mars 2017 gjorde Kiese Thelin sitt första landslagsmål i en tävlingsmatch, i en VM-kvalseger med 4–0 över Belarus.
I maj 2018 togs Kiese Thelin ut i den svenska landslagstruppen till fotbolls-VM i Ryssland. Han startade samtliga matcher på bänken men byttes in i alla Sveriges tre gruppspelsmatcher samt åttondelsfinalen mot Schweiz. När Ola Toivonen efter VM slutat i landslaget fick Kiese Thelin starta Nations League-premiären mot Turkiet den 10 september 2018. Han gjorde 1–0 för Sverige i den 34:e minuten, innan Turkiet vände matchen till 2–3 i slutminuterna.
Efter mer än två år utanför landslaget återkom Kiese Thelin med två inhopp mot både Spanien och Grekland i VM-kvalmatcherna i september 2021 som Sverige dock förlorade. Kiese Thelin fick starta igen och blev dessutom målskytt i hans 32:a landskamp den 12 januari 2024 mot Estland.

## Privatliv
Thelins far kommer från Kongo-Kinshasa, medan hans mor är svensk. Under ungdomsåren var Henrik Larsson hans idol.